# Fabrizio Romano
Fabrizio Romano (født 21. februar 1993 i Napoli, Italien) er en italiensk sportsjournalist. Han har specialiseret sig i nyheder om fodboldtransfers og er kendt for at bruge slagordet "Here we go!" ved indberetning af gennemførte handler.
I februar 2024 rapporterede Tipsbladet, at der var indhentet  dokumentation for, at Romanos associerede selskab havde henvendt sig til forskellige fodboldklubber, herunder dem i Danmark, og tilbudt betalte omtaler på hans sociale medieplatforme.